# Nemipterus
Nemipterus è un genere di pesci ossei marini appartenente alla famiglia Nemipteridae. I membri del genere sono comunemente noti in italiano con il nome di nemiptero o nemittero.

## Distribuzione e habitat
Il genere è endemico dell'Indo-Pacifico tropicale. Nel mar Mediterraneo sono presenti due specie: Nemipterus japonicus e N. randalli, penetrate dal mar Rosso in seguito alla migrazione lessepsiana e diffuse solo lungo le coste di Egitto, Israele, Libano e Turchia meridionale.

## Descrizione
Sono pesci di taglia media, non superiore a 30 cm.

## Pesca
Alcune specie hanno una notevole importanza per la pesca commerciale. Vengono spesso utilizzati per la produzione di surimi.

## Specie
- Nemipterus aurifilum
- Nemipterus aurora
- Nemipterus balinensis
- Nemipterus balinensoides
- Nemipterus bathybius
- Nemipterus bipunctatus
- Nemipterus celebicus
- Nemipterus furcosus
- Nemipterus gracilis
- Nemipterus hexodon
- Nemipterus isacanthus
- Nemipterus japonicus
- Nemipterus marginatus
- Nemipterus mesoprion
- Nemipterus nematophorus
- Nemipterus nematopus
- Nemipterus nemurus
- Nemipterus peronii
- Nemipterus randalli
- Nemipterus tambuloides
- Nemipterus theodorei
- Nemipterus thosaporni
- Nemipterus virgatus
- Nemipterus vitiensis
- Nemipterus zysron[2]